# Stawros Ksarchakos
Stawros Ksarchakos, gr. Σταύρος Ξαρχάκος (ur. 14 marca 1939 w Atenach) – grecki kompozytor, twórca muzyki filmowej, dyrygent, a także polityk, poseł do Parlamentu Europejskiego V kadencji.

## Życiorys
Kształcił się w Konserwatorium Ateńskim, studiował następnie w Paryżu i w nowojorskiej Juilliard School. Zajął się komponowaniem muzyki do produkcji filmowych i telewizyjnych, biorąc udział w ponad 40 tego rodzaju przedsięwzięciach. Był autorem ścieżki dźwiękowej do filmów Znaki życia i Rembetiko oraz do miniserialu BBC The Dark Side of the Sun. Nagrał około czterdziestu albumów muzycznych, zawierających m.in. piosenki o tematyce społecznej i utwory z gatunku laiko. Pełnił funkcję dyrektora K.O.E.M. – narodowej orkiestry greckiej muzyki.
W latach 90. zaangażował się w działalność polityczną, kandydując w 1999 z ramienia Nowej Demokracji do Parlamentu Europejskiego V kadencji. Mandat objął w 2000, należał do grupy chadeckiej, pracował w Komisji Petycji oraz w Komisji Kultury, Młodzieży, Edukacji, Mediów i Sportu. W PE zasiadał do 2004.